# Barbara Gilders
Barbara Sue Gilders (Detroit, 23 de julio de 1937) es una deportista estadounidense que compitió en saltos de trampolín. Ganó una medalla de bronce en los Juegos Panamericanos de 1959, en la prueba individual.

## Palmarés internacional
| Juegos Panamericanos | Juegos Panamericanos     | Juegos Panamericanos | Juegos Panamericanos |
| Año                  | Lugar                    | Medalla              | Prueba               |
| -------------------- | ------------------------ | -------------------- | -------------------- |
| 1959                 | Chicago (Estados Unidos) | Medalla de bronce    | Trampolín 3 m        |